# سئووال
سئووال (به انگلیسی: Seowal) یک منطقهٔ مسکونی در پاکستان است که در پنجاب واقع شده‌است. سئووال ۲۵۴ متر بالاتر از سطح دریا واقع شده‌است.